# OR9Q1
OR9Q1 (англ. Olfactory receptor family 9 subfamily Q member 1) – білок, який кодується однойменним геном, розташованим у людей на короткому плечі 11-ї хромосоми. Довжина поліпептидного ланцюга білка становить 310 амінокислот, а молекулярна маса — 34 757.
| 10         |  | 20         |  | 30         |  | 40         |  | 50         |
| ---------- |  | ---------- |  | ---------- |  | ---------- |  | ---------- |
| MAEMNLTLVT |  | EFLLIAFTEY |  | PEWALPLFLL |  | FLFMYLITVL |  | GNLEMIILIL |
| MDHQLHAPMY |  | FLLSHLAFMD |  | VCYSSITVPQ |  | MLAVLLEHGA |  | ALSYTRCAAQ |
| FFLFTFFGSI |  | DCYLLALMAY |  | DRYLAVCQPL |  | LYVTILTQQA |  | RLSLVAGAYV |
| AGLISALVRT |  | VSAFTLSFCG |  | TSEIDFIFCD |  | LPPLLKLTCG |  | ESYTQEVLII |
| MFAIFVIPAS |  | MVVILVSYLF |  | IIVAIMGIPA |  | GSQAKTFSTC |  | TSHLTAVSLF |
| FGTLIFMYLR |  | GNSDQSSEKN |  | RVVSVLYTEV |  | IPMLNPLIYS |  | LRNKEVKEAL |
| RKILNRAKLS |  |            |  |            |  |            |  |            |

A: Аланін

C: Цистеїн

D: Аспарагінова кислота

E: Глутамінова кислота

F: Фенілаланін

G: Гліцин

H: Гістидин

I: Ізолейцин

K: Лізин

L: Лейцин

M: Метіонін

N: Аспарагін

P: Пролін

Q: Глутамін

R: Аргінін

S: Серин

T: Треонін

V: Валін

W: Триптофан

Кодований геном білок за функціями належить до рецепторів, g-білокспряжених рецепторів, білків внутрішньоклітинного сигналінгу. 
Локалізований у клітинній мембрані, мембрані.